# Megjelenítési réteg
A megjelenítési réteg (angolul: presentation layer) a 7 rétegből álló OSI-modell hatodik rétege, amely válaszol az alkalmazási réteg szolgáltatáskéréseire, illetve továbbítja az igényeket a viszonylati rétegnek. Ez a réteg az átvitt információ szintaktikájával és szemantikájával foglalkozik.

## Leírása
A megjelenítési réteg felelős az információ formázásáért és eljuttatásáért az alkalmazási rétegnek, ahol a további feldolgozás és megjelenítés történik. Gondoskodik róla, hogy az alkalmazási rétegnek már ne kelljen foglalkoznia a végfelhasználói rendszerek esetleg különböző adatértelmezési módszereiből származó szintaktikai eltérésekkel. A megjelenítési réteg szolgáltatására jó példa egy EBCDIC kódolású szövegfájl konvertálása ASCII kódolásúvá.
A megjelenítési réteg az első, ahol az adatra már nem csak úgy tekintünk, mint egy köteg 0 vagy 1-esre. Foglalkozik például a karakterlánc értelmezésének problémakörével is. Eltérések adódhatnak, hiszen használhatják például a Pascal módszert ("\x0Dthisisastring") vagy az ettől eltérő C / C++ módszert ("thisisastring\0"). 
Az ötlet az, hogy az alkalmazási rétegnek elég rámutatnia a továbbítandó adatra, a megjelenítési réteg elvégzi számára a többi feladatot.
Bár a megjelenítési réteg az adatstruktúra megjelenítésével, tömörítésével és titkosításával foglalkozik, ezeket a tevékenységeket néha más rétegekben is végrehajtják, mindegyiknek megvannak a maga előnyei és hátrányai. Ezenkívül sok alkalmazásban és protokollban nem tesznek különbséget a megjelenítési és az alkalmazási rétegek között. Például az alkalmazási réteg protokolljának tekintett HTTP rendelkezik a megjelenítés réteg néhány tulajdonságával. Így képes például felismerni a karakterkódolásokat további konvertálás céljából, amely konvertálás ekkor már az alkalmazási rétegben történik meg.
Egy másik példa a megjelenítési réteg feladataira a struktúra értelmezése, ami ezen a szinten már szabványosított. Leggyakrabban az XML-t használják e célra. 
Nemcsak karakterláncok, hanem ennél összetettebb dolgok is szabványosítottak. Például az objektumok az objektumorientált programozás témakörében, vagy egy videó jelsorozatának az átvitele.

## Szolgáltatásai
- adatkonverzió
- karakterkódolás
- tömörítés
- titkosítás és visszafejtés
- szerializálás